# 小倉機場
小倉機場（正式名稱：北九州機場，日语：／ Kita-Kyūshū kūkō */?）是日本一座位於日本福岡縣北九州市小倉南区的已停用民用機場，前身為帝國陸軍曽根飛行場。小倉機場於2006年3月15日關閉，新落成的新北九州機場於翌日正式啓用並繼承「北九州機場」名稱營業，現址變更用途為「北九州機場舊址產業園區」（日语：北九州空港跡地産業団地）。

## 歷史
早期發展
二戰末期，處於劣勢的日軍決定進行「本土決戰」，大量軍備駐屯九州備戰，陸軍曾根飛行場在此背景下於1944年9月啓用。日本在1945年8月15日降服後，美軍為首的盟軍接管設施，飛行場改為美軍基地。飛行場其後於1953年同盟國結束軍事佔領後釋出，並易名「小倉機場」日语：。
戰後發展
1956年5月15日，日本直升機運輸（日语：日本ヘリコプター、現全日空）開航往返小倉—大阪的定期航班，翌年7月指定為公共飛行場，1958年基於《空港整備法》指定為第二種機場。為慶祝北九州市成立10年週年，小倉機場於1973年更名為「北九州機場」。由於北九州機場腹地三面環山，加上噴射機航班日增，跑道長度僅1,500（4,900英尺）已不敷應用，新機場的呼聲日益高漲。隨着「新全國綜合開發計畫」於1968年展開，經濟企畫廳首度提出「北九州海上國際機場」方案。1981年12月的「第四次空港整備計画」會議上新機場拍板建設，定期航班及後於1983年9月停航。
定期航班再通航及關閉
雖然定期航班已於1983年停航，但由於距離新機場開通仍有相當時日，因此北九州機場在1989年着手延長跑道，跑道工程在1991年3月完工延長至1,600（5,200英尺）後定期航班重新開始營運，翌月首度有國際不定期航班降落。北九州機場此後繼續營運至2006年新機場竣工啓用，3月15日正式關閉。

## 土地再利用
該處附近工場林立，鄰近主要幹道以及JR九州日豐本線下曾根車站。北九州市於2004年就原址發布了活化為產業園區的方案構想，並於次年向国有財產九州地方審議会提交可行性報告，將土地劃分為「医療生活区域」、「新產業区域」、「環境保育区域」三大區域。九州勞災醫院於2006年新址動工，2011年5月正式遷入。